# Inchnadamph
Inchnadamph (in gaelico scozzese: Innis nan Damh) è un villaggio della Scozia nord-occidentale, facente parte dell'area amministrativa dell'Highland e situato sulle sponde del Loch Assynt, nell'area/distretto di Assynt, nella contea tradizionale del Sutherland.

## Geografia fisica

### Collocazione
Il villaggio di Inchnadamph si trova lungo la sponda meridionale del Loch Assynt, ad ovest del Ben More Assynt. È situato all'incirca metà strada tra Ullapool e Scourie (rispettivamente a nord della prima e a sud della seconda), a circa 20 km,  ad est della località costiera di Lochinver.

## Edifici e luoghi d'interesse

### Chiesa parrocchiale
Tra i principali edifici di Inchnadamph, vi è l'antica chiesa parrocchiale, eretta nel 1743 e in gran parte rifatta agli inizi del XX secolo (1910 circa). Gli interni si devono a William Joass, un architetto originario di Dingwall.

### Peach and Horne Memorial Cairn
Risale invece al 1930 il Peach and Horne Memorial Cairn, monumento eretto in onore dei geologi Ben Peach e John Horne.

### Grotte di Inchnadamph
Altro luogo d'interesse sono le grotte di Inchnadamph, dove sono stati rinvenute le ossa di animali risalenti fino a 45.000-47.000 anni prima.
|  |